# Sophie Morel
Sophie Morel (Issy-les-Moulineaux, 16 de dezembro de 1979) é uma matemática francesa conhecida por suas contribuições à teoria dos números. Ela é detentora de diversos prêmios, dentre os quais, o Prêmio da Sociedade Europeia de Matemática e o Prêmio AWM-Microsoft.
Recebeu o Prêmio EMS de 2012. Foi palestrante convidada do Congresso Internacional de Matemáticos em Hyderabad (2010: The intersection complex as a weight truncation and an application to Shimura Varieties).